# Grotten von Saint-Brais
 Die Grotten von Saint-Brais sind drei Höhlen, die an der Schnittstelle der Hochebene der Freiberge und dem Westende des Delsberger Beckens im Schweizer Jura zwischen 950 und 1000 m Höhe nordöstlich des Ortes Saint-Brais liegen. Die Höhlen wurden vom Paläolithikum bis zur Bronzezeit von Menschen aufgesucht und von Frédéric-Edouard Koby zwischen 1935 und den 1960er Jahren untersucht.

## Saint-Brais I
Die Grotte Saint-Brais I mit einer Gesamtfläche von mehr als 200 m² hat zwei Eingänge. Der südliche führt zu zwei Stollen, von denen der eine beim westlichen Eingang endet. Koby entdeckte hier Feuersteingeräte aus dem mittleren Paläolithikum (Moustérien, um 35000 v. Chr.), Knochen des Höhlenbären und einige Klingen aus der späten Eiszeit sowie Spuren von Feuerstellen. Im östlichen Stollen wurde eine grosse neolithische Feuerstelle mit einigen kleinen Keramikscherben angetroffen. Oberhalb des neolithischen Horizontes wurden in einer jüngeren Schicht Fragmente eines Männerschädels gefunden. Am ergiebigsten waren die Entdeckungen aus der Bronzezeit (um 1300 v. Chr.). Mehr als 800 Keramikscherben, ein Bronzearmband und Mahlsteine verweisen auf eine längere Nutzung der Höhle.

## Saint-Brais II
Die Grotte Saint-Brais II besteht aus einem 8 × 10 m grossen Raum, der durch einen Gang mit einem Schacht verbunden ist. Auch hier wurden einige bearbeitete Feuersteine aus der Altsteinzeit (Moustérien) geborgen. Ausserdem fand sich der Schneidezahn eines Neandertalers, Spuren von Herdstellen und Artefakte aus dem Magdalénien. Zwei Töpfe aus der Bronzezeit belegen, dass die Höhle immer wieder genutzt wurde. Die Funde weisen auf die gleichzeitige Nutzung beider Höhlen hin, obwohl die zweite weitaus geringere Spuren hinterliess.

## Saint-Brais III
Saint-Brais III hat zwei Eingänge, einer war nach Süden, der andere nach Südosten ausgerichtet. Eine Nutzung ist hier ebenfalls durch Spuren einer paläolithischen Herdstelle und bronzezeitliche Keramik bezeugt.